# Wolha Schparaha
Wolha Schparaha (belarussisch Вольга Шпарага, englisch Olga Shparaga; * 1974 in Minsk) ist eine belarussische Philosophin. Sie ist politische Aktivistin und gilt als Vordenkerin der Massenproteste in Belarus im Spätsommer 2020. Derzeit forscht sie als Gastwissenschaftlerin mit einem Stipendium der Philipp Schwartz-Initiative an der FernUniversität in Hagen.

## Leben und Wirken
Wolha Schparaha studierte an der Belarussischen Staatlichen Universität (BSU) und an der Ruhr-Universität Bochum Philosophie. Im 2001 hat sie ihre Doktorarbeit an der BSU bei Wladimir Furs über die phänomenologische Erkenntnistheorie verteidigt. Sie lehrte von 2005 bis 2014 als außerordentlicher Professor am Geisteswissenschaftlichen Departement der Belarussischen Exiluniversität Europäischen Geisteswissenschaftlichen Universität in Vilnius. Von 2014 bis 2021 leitete sie als Professorin den Lehrstuhl für Gegenwartsgesellschaft, Ethik und Politik am European College of Liberal Arts in Belarus in Minsk (ECLAB), das sie 2014 mitgegründet hat. Zwischen 2000 und 2020 war sie auch aktiv in Minsk und Belarus als Co-Organisatorin von öffentlichen Diskussionen und Projekten im Bereich der sozial und politisch kritischen Gegenwartskunst als auch der Förderung des europäischen kulturellen Austausches, u. a. als Co-Leiterin des Projektes „Europäisches Café: öffentliche Vorlesungen und Diskussionen“. Sie war 2023 bis 2024 Fellow am Institut für die Wissenschaften vom Menschen. 2024 bis 2025 war sie Käthe Leichter Gastprofessorin an der Universität Wien.

## Politische Aktivitäten
Im August 2020, während der Massen-Proteste in Belarus, gründete Wolha Schparaha mit anderen Frauen gemeinsam die Fem-Gruppe im Koordinationsrat der belarussischen Oppositionspolitikerin Swjatlana Zichanouskaja. Während der Proteste wurde sie zweimal festgenommen. Das zweite Mal hat sie 15 Tage im Gefängnis verbracht und dort die Vorlesungen gehalten. Sie wurde danach in Abwesenheit zu weiteren 12 Tagen Haftstrafe verurteilt und ging deswegen im Oktober 2020 ins Exil. In Vilnius wurde sie für etwa ein Jahr zur Vertreterin von Swjatlana Zichanouskaja in Fragen der Bildungspolitik.
Wolha Schparaha ist seit November 2020 akademische Leiterin der Arbeitsgruppe Internationales Bildungsbüro für das Neue Belarus. Seither ist sie als Philosophin und Aktivistin an verschiedlichen kollaborativen Projekten beteiligt, u. a. „Miteinander politisch sein.“ am Institut für angewandte Demokratie- und Sozialforschung (anDemos).

## Auszeichnungen
- Visiting Fellow am Institut für die Wissenschaften vom Menschen (IWM), 2022–2024[11]
- Fellow am Wissenschaftskolleg Berlin, 2022[12]
- Aleś Adamovič Award des belarussischen PEN-Zentrums 2021 für das Buch Die Revolution hat ein weibliches Gesicht.[13]
- Martin Roth-Initiative, Stipendiatin, 2021, Berlin.[14]
- Auszeichnung des Buchs Die Gemeinschaft-nach-dem-Holocaust. Unterwegs zur Gesellschaft der Inklusion auf dem Internationalen Kongress der Belarus-Forscher, 2019[15]
- Carnegie Research Fellow, The New School for Social Research, New York, 2017.[16]
- Voltraire-Preis, Universität Potsdam, 2024[17]

## Schriften
Monographien
- Die Revolution hat ein weibliches Gesicht. Der Fall Belarus. Suhrkamp, 2021, ISBN 978-3-518-12769-8.
  - Auf Litauisch: Olga Šparaga. Revoliucijos veidas moteriškas: Baltarusijos atvejis. Lapas, 2022. ISBN 978-609-8198-58-4.
  - Auf Russisch: U revolkizii zhenskoje lizo. Sluzhaj Belarusi. Petro ofsetas. Vilnius 2021. ISBN 978-609-420-749-5.
- Soobshchestvo posle Holokausta: na puti k obshchestvu inkliuzii. Minsk, Medisont, Eclab books, 2018, ISBN 978-985-7199-33-4 Download des gesamten Buches auf Academia.edu
- Probuzhdenie politicheskoj zhizni: esse o filozofii publichnosti. (Die Erweckung des politischen Lebens: Essays über die Philosophie der Öffentlichkeit). Vilnius, EHU, 2010. ISBN 9955-9878-4-7.

Herausgeberschaften
- Feministicheskaja (art)kritika Feministische (Art)Kritik. Gemeinsam mit O. Solomatina, Wolha Hapejewa, Kaunas, Taurapolis, 2015, ISBN 978-609-8187-01-4.
- Zero Radius. Art-ontology of the 00s Minsk Radius Null. Kunst-Ontologie der Minsker Nuller Jahre, gemeinsam mit O. Jguirovskia und R. Vashkevich, Minsk: I.P. Logvinov, 2013. ISBN 978-985-562-040-3
- Posle sovetskogo marksisma. Istorija filosofija, sotsiologija, i psychologija, v natsionalnych kontekstach (Belarus, Ukraina). Nach dem sowjetischen Marxismus: Geschichte, Philosophie, Soziologie und Psychoanalyse in nationalen Kontexten (Belarus, Ukraine). Vilnius, EHU 2013, ISBN 978-9955-773-63-4.
- Belarus v evropejskom kontexte: aktualnyje diskussii o naziestroitelstve. Belarus im europäischen Kontext: gegenwärtige Diskussionen über Nationsbildung. Vilnius, EHU 2013, ISBN 978-985-6991-25-0, Download des Bandes auf der Seite der Europäischen Humanistischen Universität
- Puti evropeizacii Belarusi: Mezhdu politkoj i konstruirovaniem identichnosti (1991-2010). Die Wege der Europäisierung von Belarus: zwischen der Politik und dem Konstruieren der Identität (1991–2010), Logvinov, 2011, ISBN 978-985-6991-25-0. Download des Bandes auf Academia.edu

Essays
- A caring community of fate., Eurozine.com, 27. Juni 2023
- Allen Risiken zum Trotz. Der Kampf für die Demokratie. auf Eurozine.com, 9. Januar 2023
- Globale Asymmetrien und der Krieg in der Ukraine: Es geht um die Verteidigung der Menschenrechte. In: Ukraine in Focus blog, August 2022, IWM
- , Der Fall Belarus. Die Sorge umeinander und die Zukunft der Demokratie, Forum № 425, Mai 2022, S. 11ff.
- A Feminist Framework for Understanding of the Role of Women in the Belarusian Revolution: Domestic Violence, Care, and Sisterhood, In: Chronicle from Belarus, IWM, 22. Oktober 2021
- Revolution by Sisterhood. Letters from Belarus. Versopolis/Review, 4. Dezember 2020.
- New Emancipatory Agenda: Critique of Patriarchy, Non-discrimination, Eco-consciousness, Real Equality and Social Art. In: pARTisanKa, №34, 2020. S. 9–17.
- Whose Europe? The “New Europe” and Controversy around the European Idea, A tranzit.at book, 31. Oktober 2019
- Grenzüberschreitungen als gemeinsamer Widerstand gegen Ungerechtigkeit Artikel zum Projekt des Goethe-Instituts „Die Grenze“, November 2017